# Harpedonapta

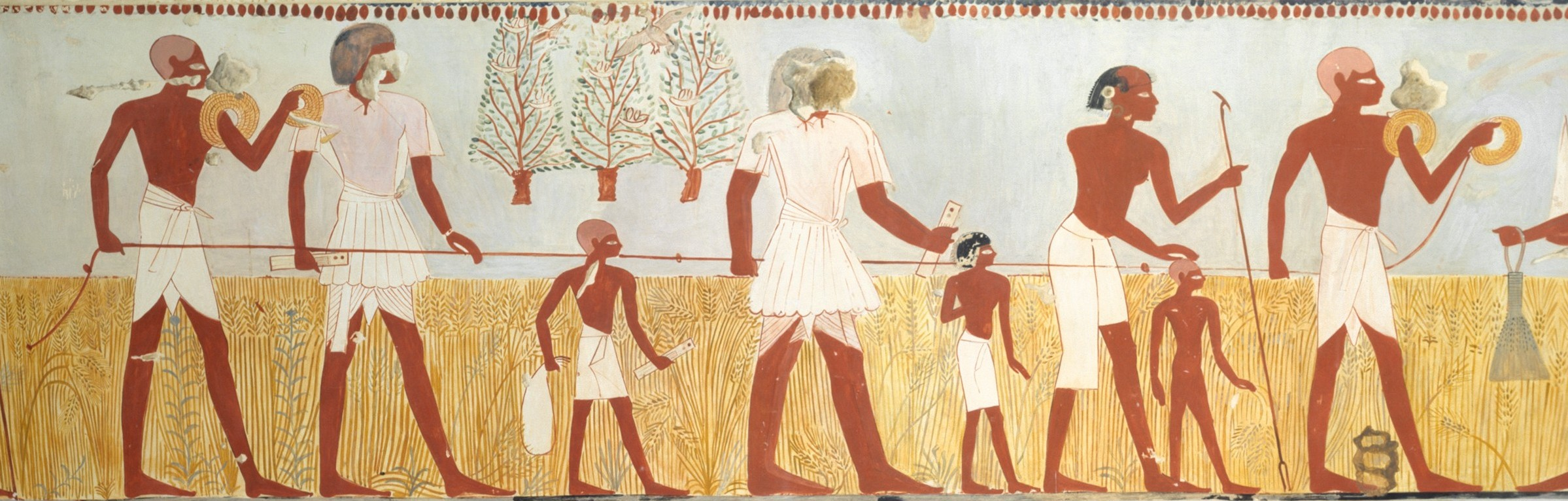
Utilización de una cuerda para medir parcelas. Pintura de la tumba de Menna, TT69

En el antiguo Egipto, un harpedonapta (estirador de cuerda) era un agrimensor dedicado a delimitar parcelas y a replantear cimentaciones, empleando cuerdas con nudos convenientemente estiradas para obtener medidas coherentes. La práctica aparece representada en algunas pinturas que decoran las tumbas de la necrópolis tebana. También utilizaban la plomada y posiblemente triángulos 3-4-5 de 12 nudos (aunque no hay evidencia directa de esto último), procedimientos que se siguen utilizando en la actualidad.
El comienzo de un nuevo edificio sagrado era una ocasión solemne en la que los faraones y otros funcionarios de alto rango tensaban personalmente las cuerdas para definir las dimensiones de los cimientos. Esta importante ceremonia y, por lo tanto, el estiramiento de la cuerda en sí mismo, están atestiguados en distintas manifestaciones artísticas durante 3000 años, desde el periodo arcaico hasta el periodo helenístico.
La técnica de las cuerdas tensas se extendió a la antigua Grecia y a la India, donde estimuló el desarrollo de la geometría y las matemáticas.